# Epiphragma (Epiphragma) nigroplagiatum
Epiphragma (Epiphragma) nigroplagiatum is een tweevleugelige uit de familie steltmuggen (Limoniidae). De soort komt voor in het Neotropisch gebied.